# Aaru (albedo)
Aaru  è una caratteristica di albedo della superficie di Titano.